# اوستی ناد لابم
اوستی ناد لابــِم (به چکی: Ústí nad Labem) شهری در منطقه اوستی ناد لابم کشور جمهوری چک است که جمعیت آن در سال ۲۰۰۷ میلادی ۹۴٫۵۶۵ نفر بوده‌است.

## نگارخانه

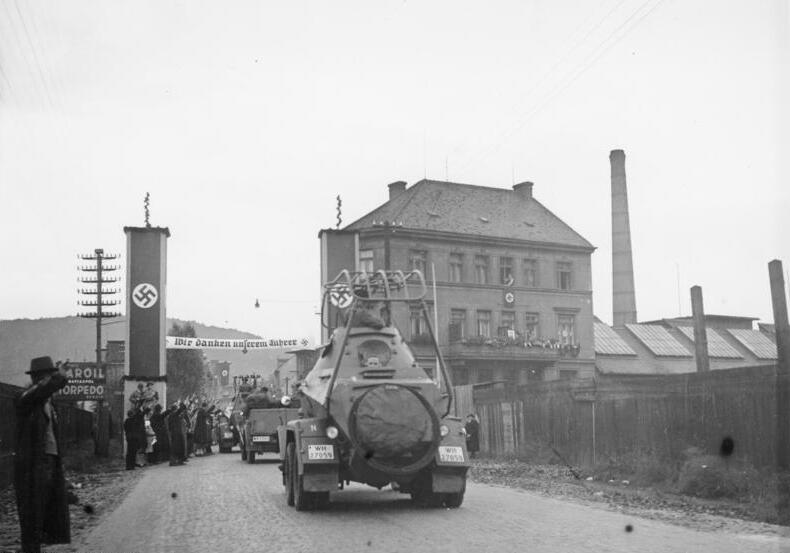
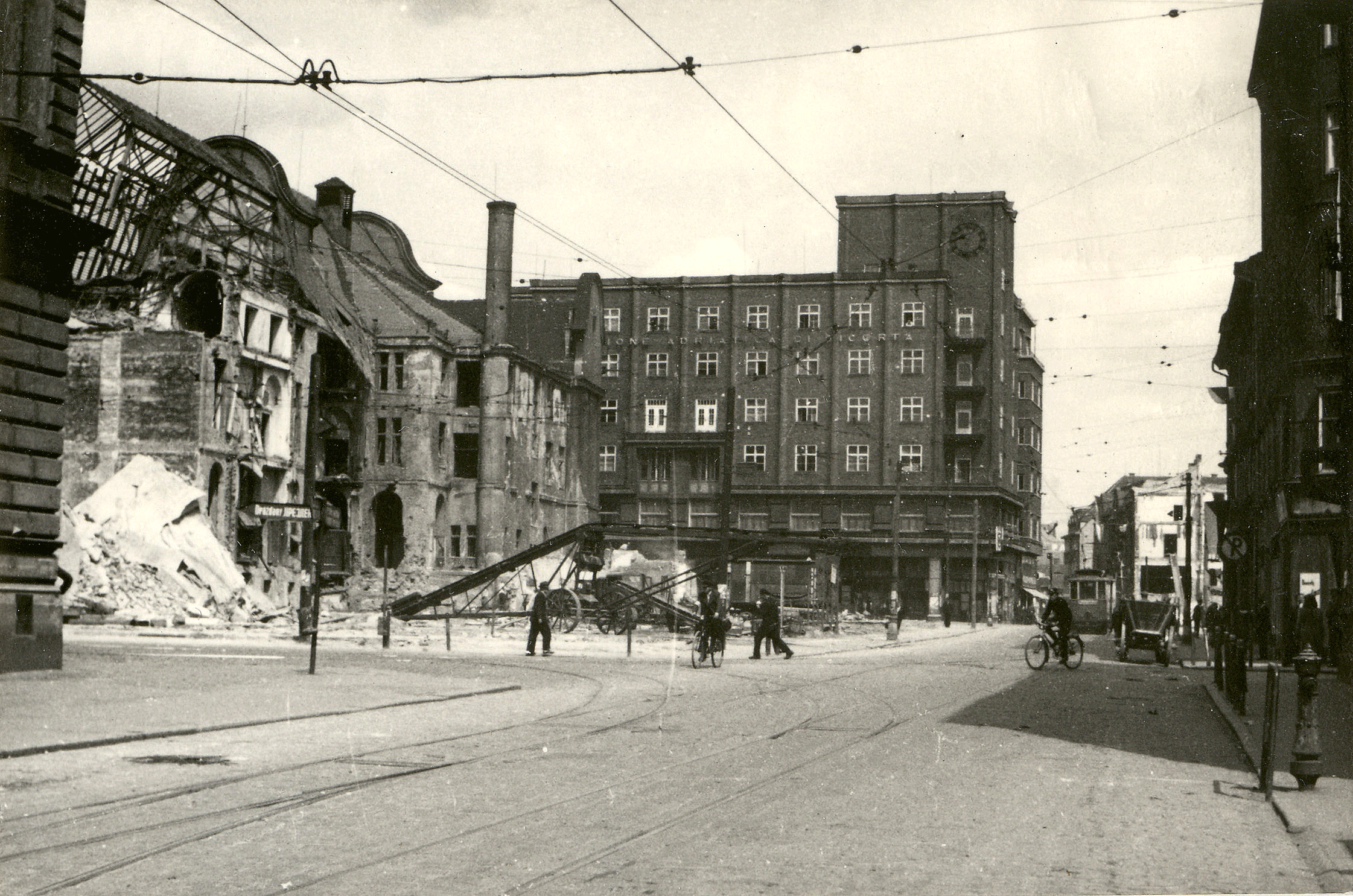
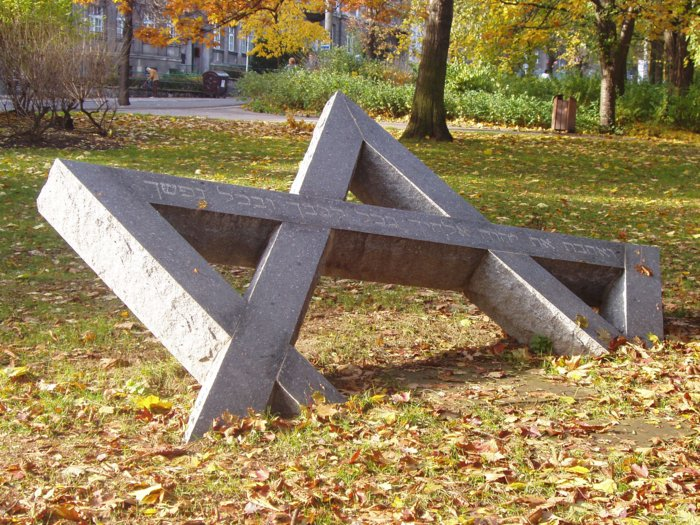